# Silyane Larcher
Pour les articles homonymes, voir Larcher.
Silyane Larcher est une philosophe et politiste française, docteure en études politiques de l'EHESS, chargée de recherche au CNRS et chercheuse à l’Institut de recherche interdisciplinaire sur les enjeux sociaux (IRIS) de l’EHESS. Spécialiste en études coloniales et postcoloniales, elle examine les tensions et contradictions entre universalisme républicain, situation (post)coloniale et fabrique de la race dans les Antilles françaises. Elle mène une enquête de sociologie politique et d'études de genre sur l'afroféminisme en France, thème de son prochain livre,. De 2021 à 2022, elle est fellow du Hutchins Center for African and African-American Research (en) de l'université Harvard aux États-Unis.

## Biographie
Silyane Larcher est née et a grandi en Martinique ; son père, juriste, était militant d'extrême gauche anti-colonial et en faveur de l'écriture du créole, et sa mère, sage-femme, était engagée comme représentante syndicale, puis comme élue municipale à Fort-de-France et régionale au Conseil régional de la Martinique. Elle se dit « agrippée » très tôt par la philosophie. Elle soutient en 2011 sa thèse, dirigée par Pierre Rosanvallon, professeur au Collège de France, spécialiste de l'histoire de la citoyenneté et de la démocratie en France. Après avoir enseigné la science politique et l'histoire des idées politiques en Martinique (à l'université des Antilles et de la Guyane), recrutée au CNRS en 2015, elle est affectée à l'Unité de Recherche Migrations et Sociétés (URMIS, UMR 8245), université Paris-Diderot.

## Travaux et positionnements
Dans son livre L'Autre citoyen, elle réfute l'idée d'une citoyenneté française qui serait abstraite, unitaire et universaliste. Celle-ci serait au contraire articulée autour d'une certaine modalité de couleur de peau et de culture. Un régime d'exception a été appliqué aux esclaves des Antilles après 1848, obéissant à des lois inapplicables en dehors de la métropole, et contribuant à nier l’égalité citoyenne des ex-esclaves,. Dans Le Monde, Julie Clarini commente à propos de ce livre: « En dévoilant, de manière implacable, avec rigueur et clarté, les conceptions qui ont pu rendre tolérable une torsion si sévère aux principes d’universalité, L’Autre Citoyen rend aussi manifestes les ambiguïtés de la notion d’assimilation, qui formule la promesse d’égalité tout en la conditionnant et la procrastinant sans cesse »
Étienne Balibar dans sa préface à l'ouvrage écrit : « L'histoire que nous raconte ce livre n'est pas seulement une histoire de droits et de statuts, minutieusement décrits et analysés, c'est une histoire de luttes et de rapports de forces, une histoire de violences. Les violences sont du côté de l'esclavage, comme déshumanisation absolue, puis de l'ordre social inégalitaire et de sa défense, et elles font partie du droit lui-même. Mais elles sont aussi du côté de l'émancipation, et comme telles elles sont libératrices. »
En 2018, elle a codirigé le livre Black French Women and the Struggle for Equality (University of Nebraska Press), sur les luttes des femmes noires françaises pour l'égalité depuis l'abolition de l'esclavage en 1848.
À propos de l'adoption par l'Assemblée nationale le 17 juin 2018 de la suppression du mot « race » de l'article premier de la constitution, elle explique le paradoxe d'un discours universaliste qui a, d'après elle, la naïveté de se croire anti-raciste tout en refusant de prendre en compte les effets de la racisation dans la société.
En juin 2019, elle démissionne d'un organe du CNRS (INSHS) dont elle est membre élue, représentante du Syndicat national des chercheurs scientifiques (SNCS), à la suite du déclassement du sociologue Akim Oualhaci alors classé 3 fois de suite par la section 36 (sociologie et sciences juridiques) du CNRS en vue de son recrutement comme chargé de recherche.
Elle co-organise du 3 au 5 mars 2020, le premier colloque pluridisciplinaire et international sur les féminismes noirs francophones au Campus Condorcet, sous le titre : Des féminismes noirs en contexte (post)impérial français ? Histoires, expériences et théories. Invitant à repenser la dimension normative de la catégorie "femmes" depuis les expériences africaines et afrodescendantes, la manifestation a rassemblé plus d'une cinquantaine de chercheurs et chercheuses d'Amérique du Nord et du Sud, d'Afrique et de la Caraïbe.

## Distinctions
- 2012: Prix de thèse de l’Institut des Amériques (IdA)[14]
- 2015: L'Autre citoyen. L'idéal républicain et les Antilles après l'esclavage (Paris, Armand Colin, 2014) désigné Coup de cœur du Musée Dapper[15]